# 니콘 Zfc

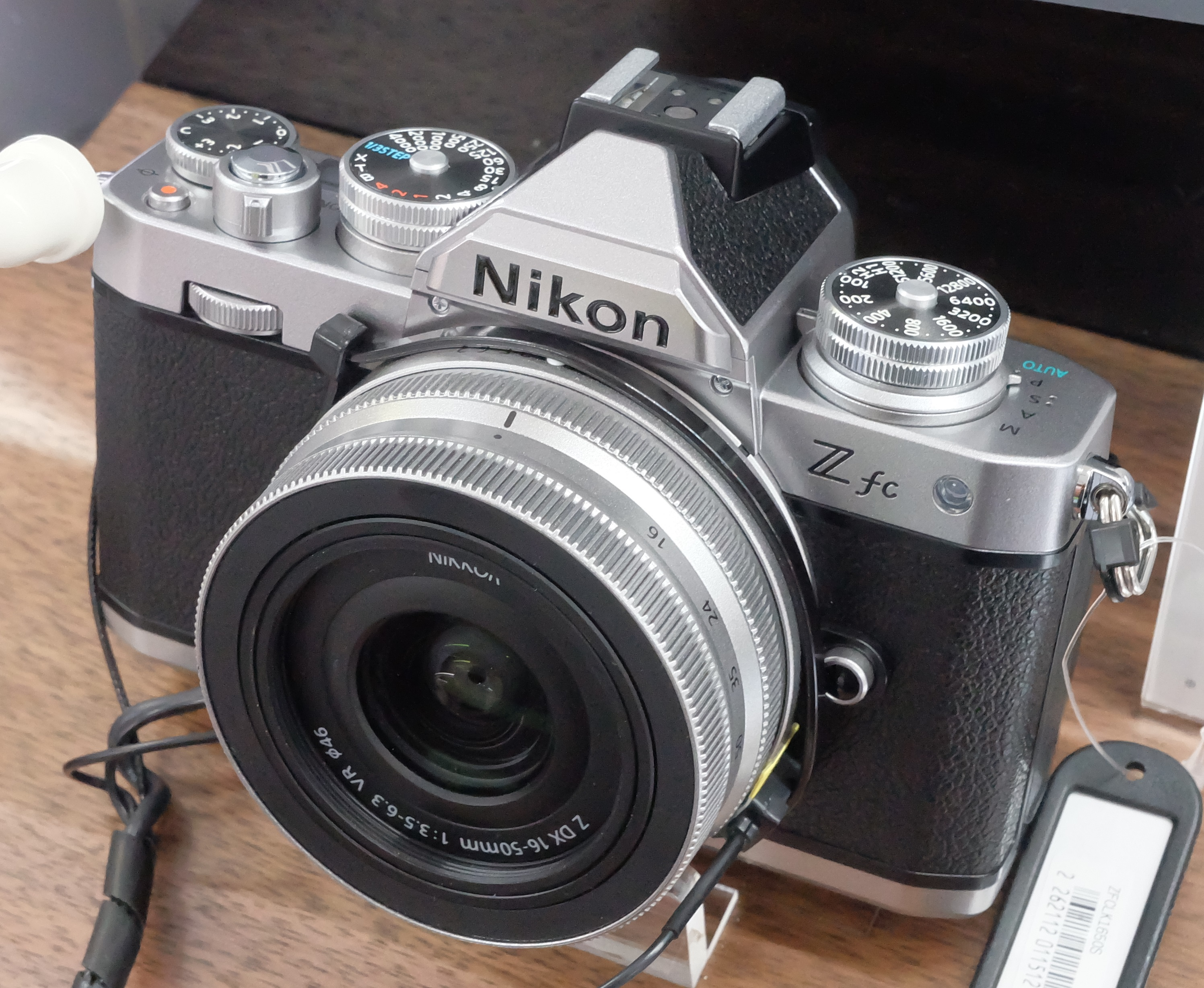

니콘 Zfc는 2021년 8월에 발표된 니콘의 미러리스 렌즈 교환식 카메라이다. Zfc는 니콘의 두 번째 Z 마운트 APS-C 미러리스 카메라이다. 일반적인 성능은 전작인 Z50과 동일하지만 채도와 셔터음 등이 다르다. 니콘은 이 카메라와 함께 DX 렌즈 2종 NIKKOR Z DX 16-50mm f/3.5-6.3 VR (SE)와 28mm f/2.8 SE를 발매했다.
Zfc는 카메라 그랑프리 2022 에디터스 초이스 R&D상을 수상했다.

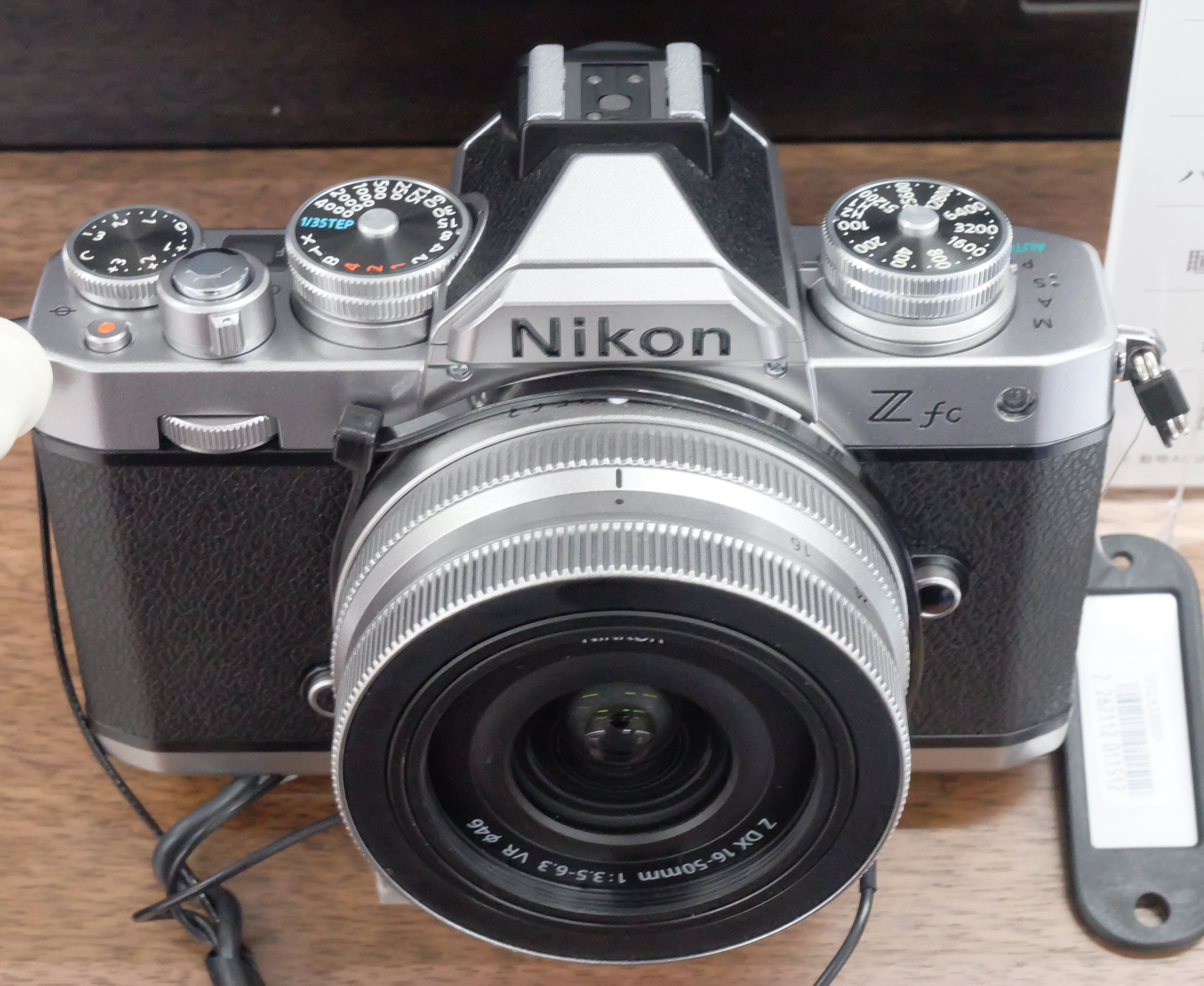
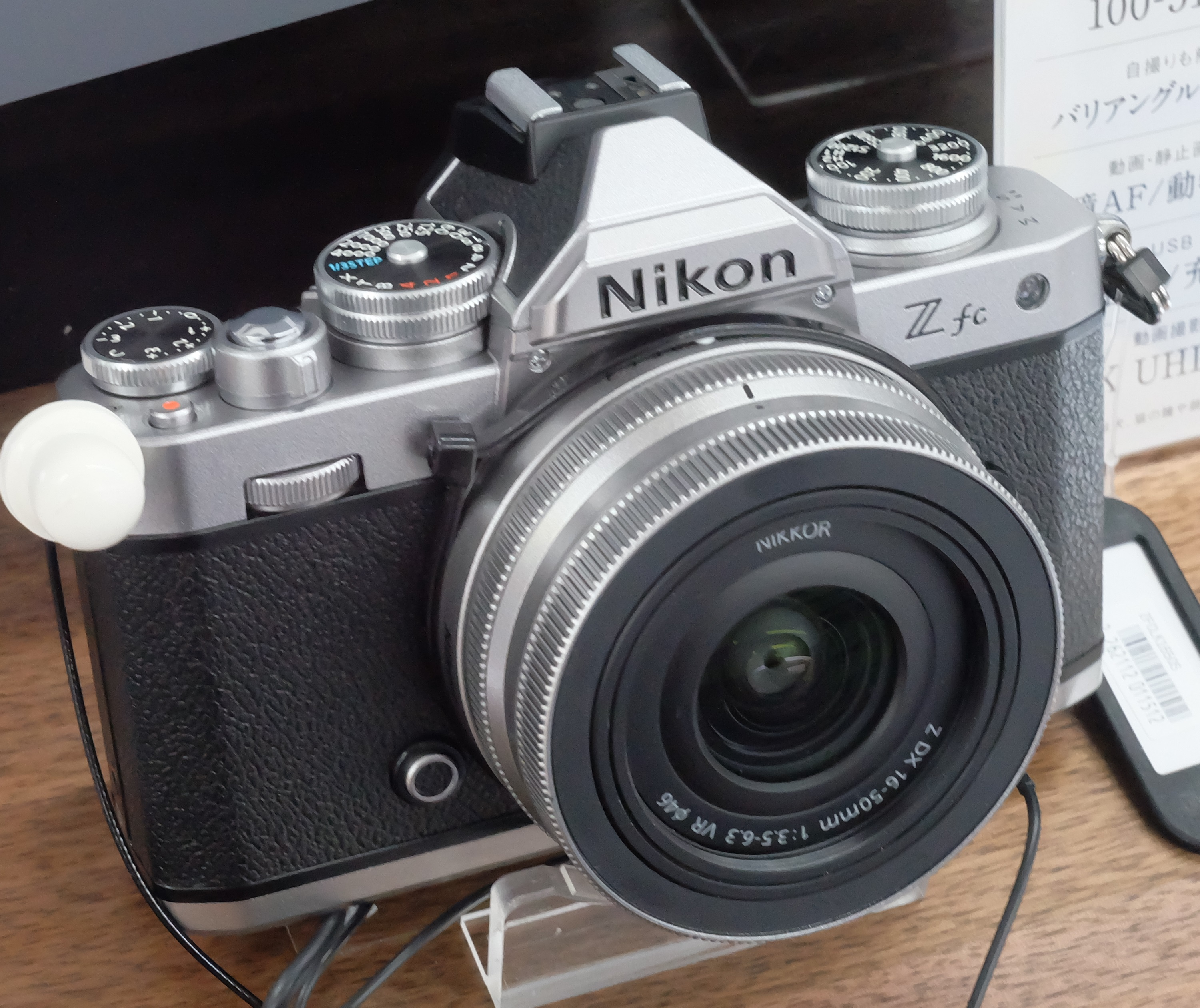
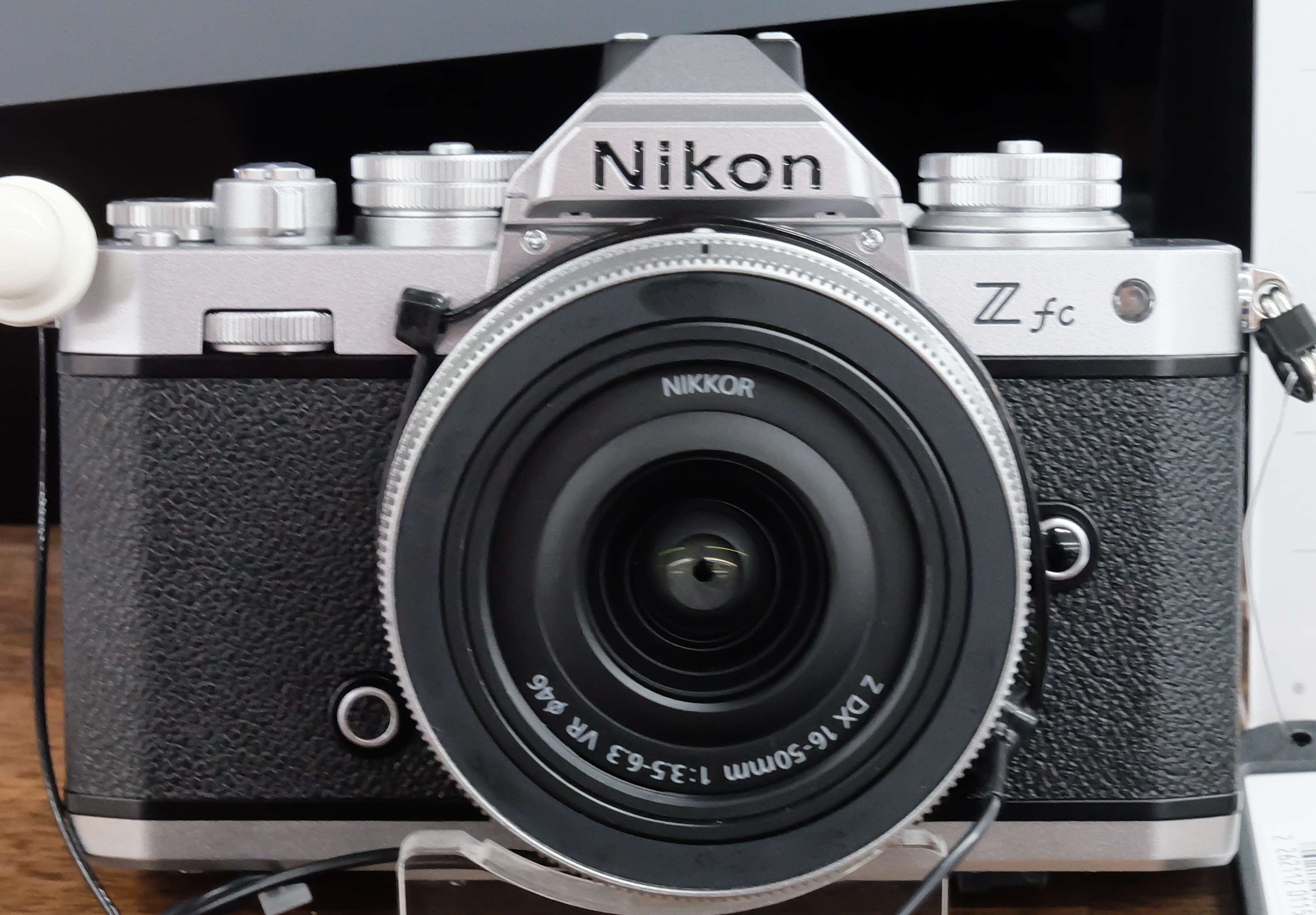
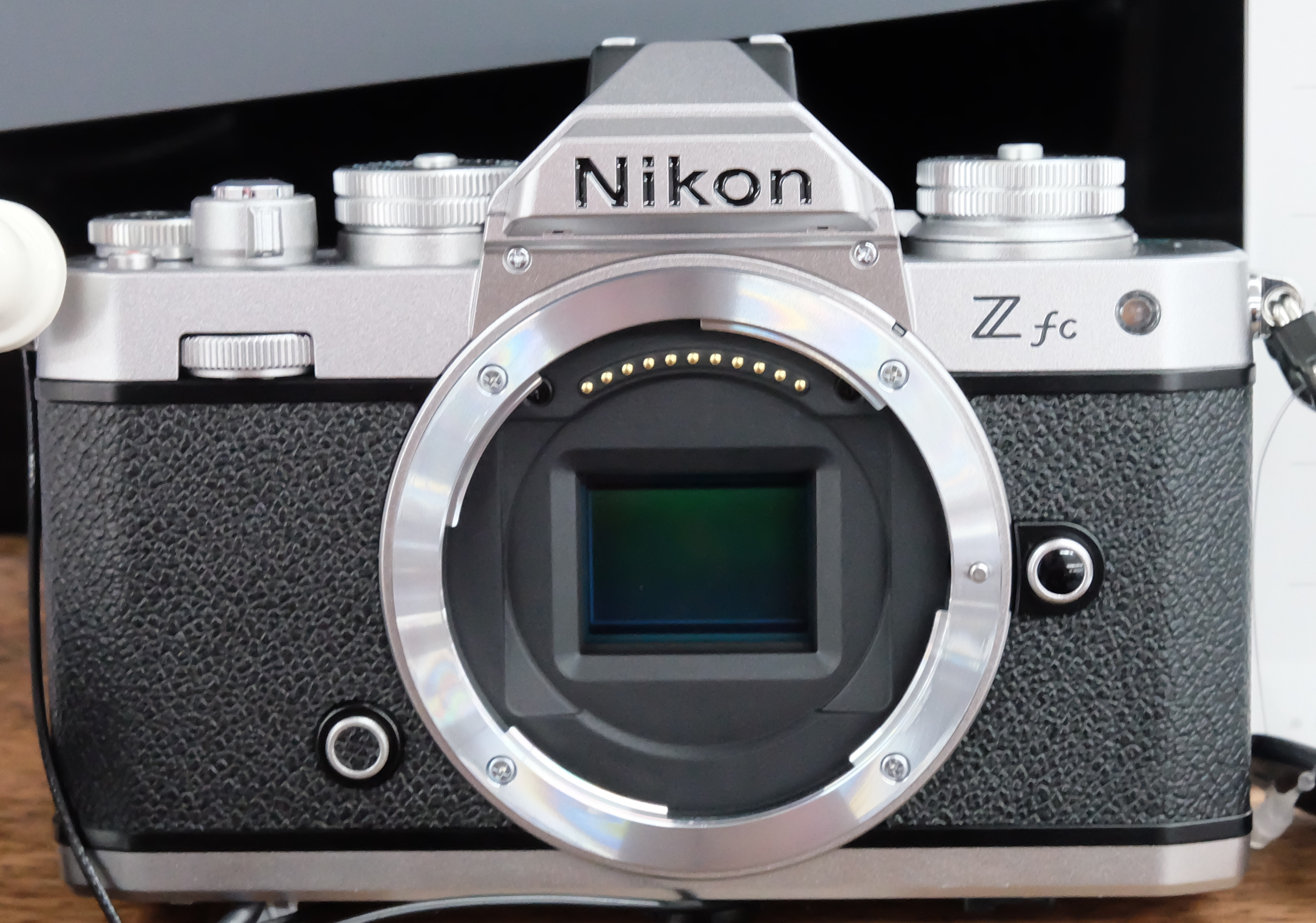
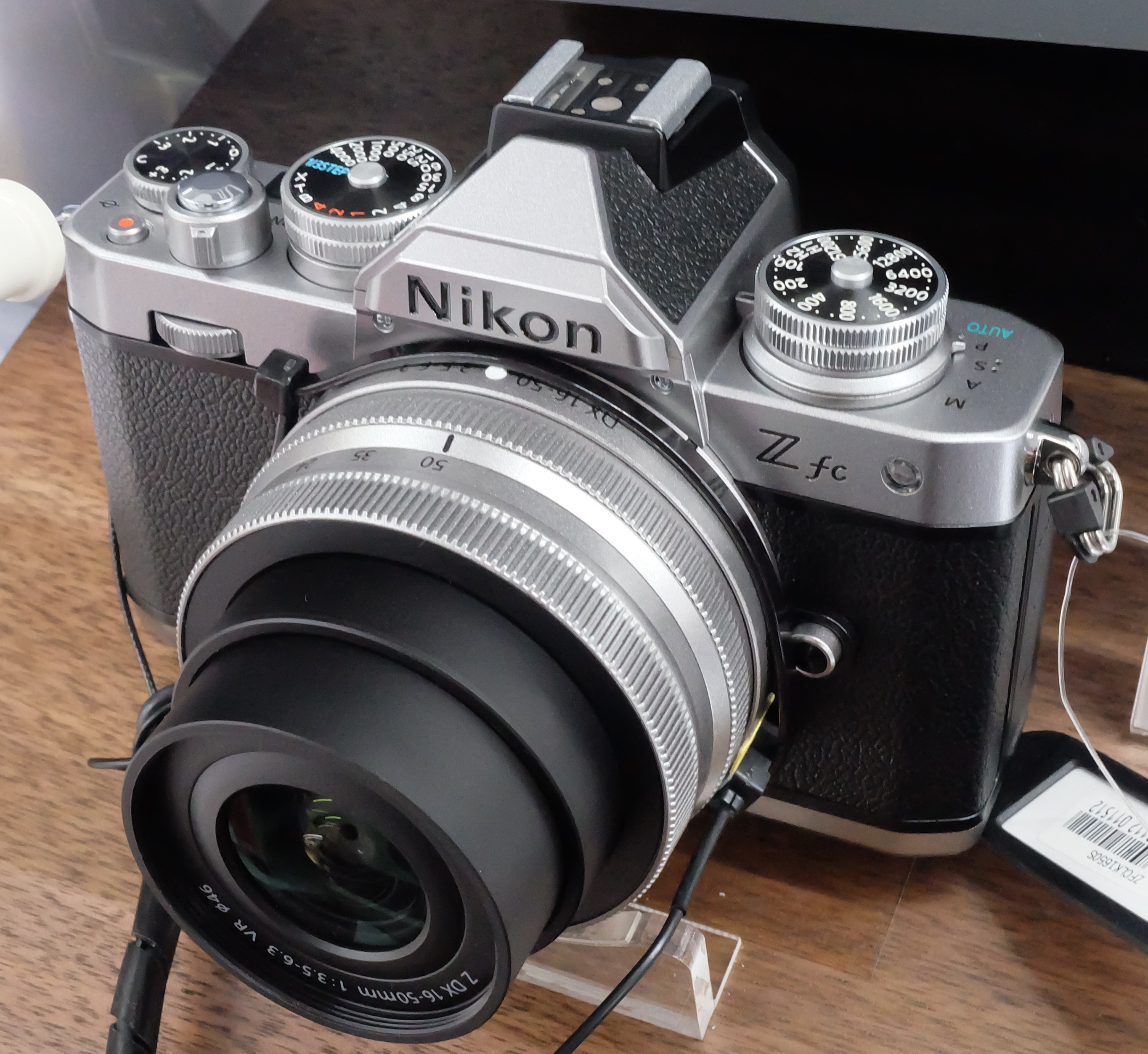
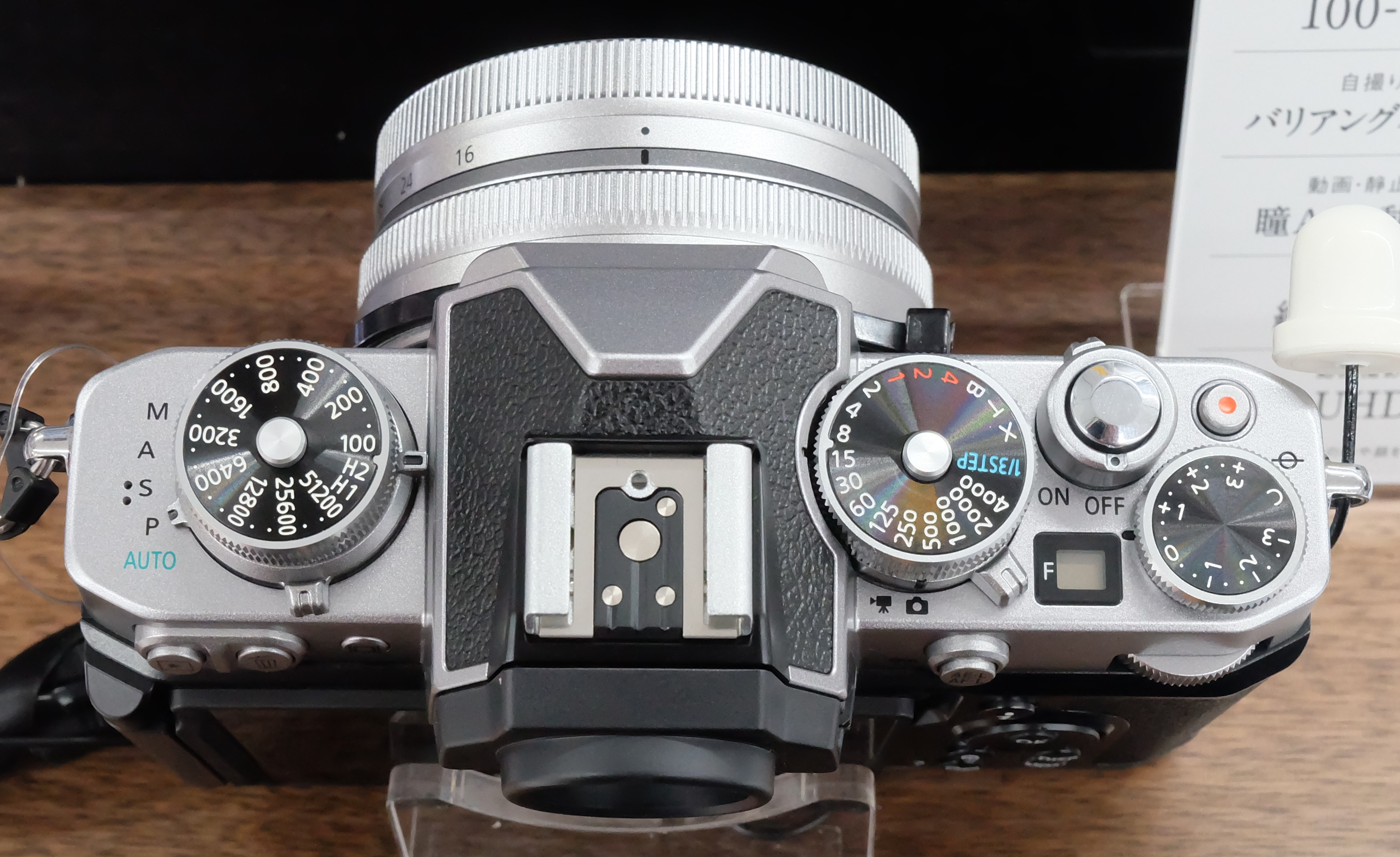
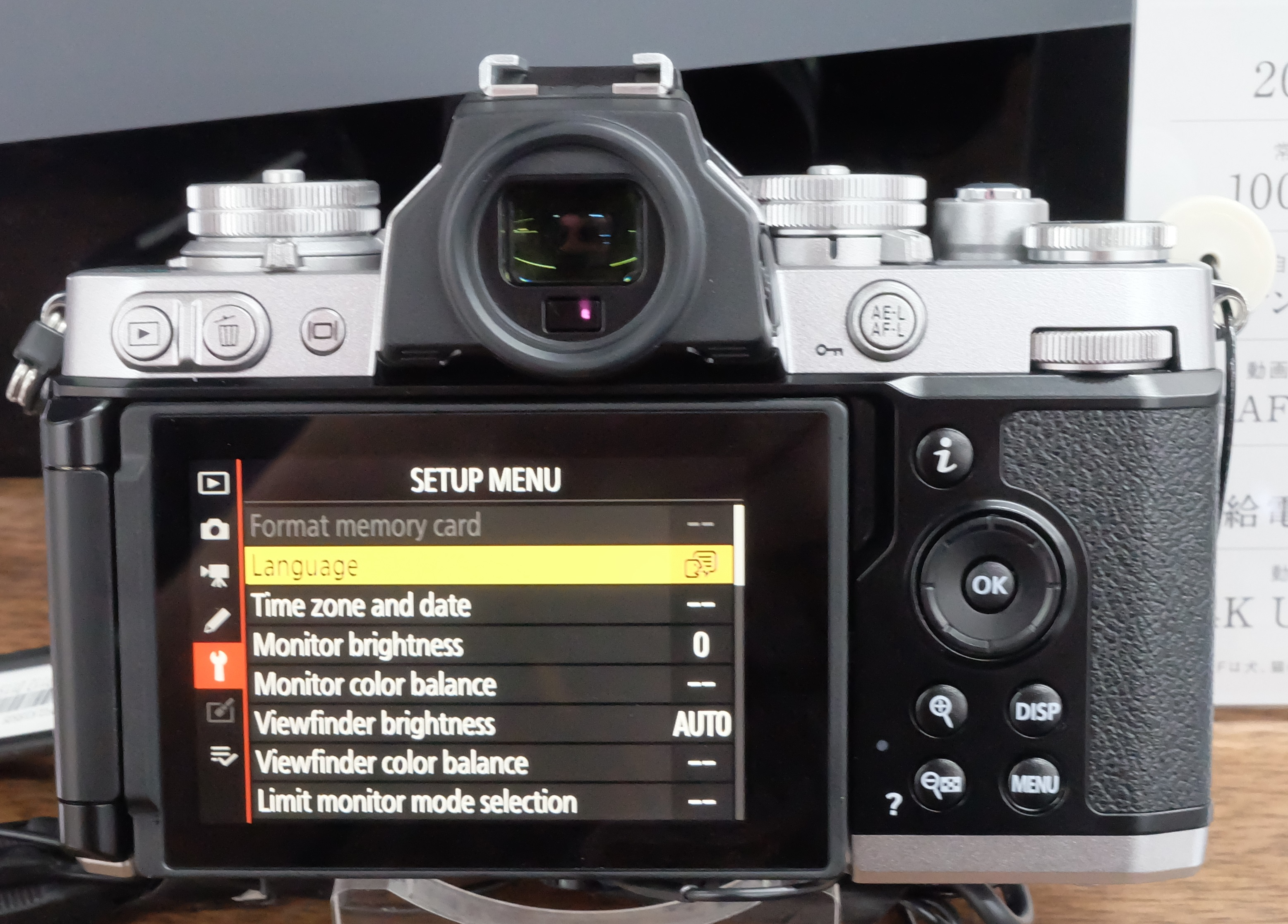
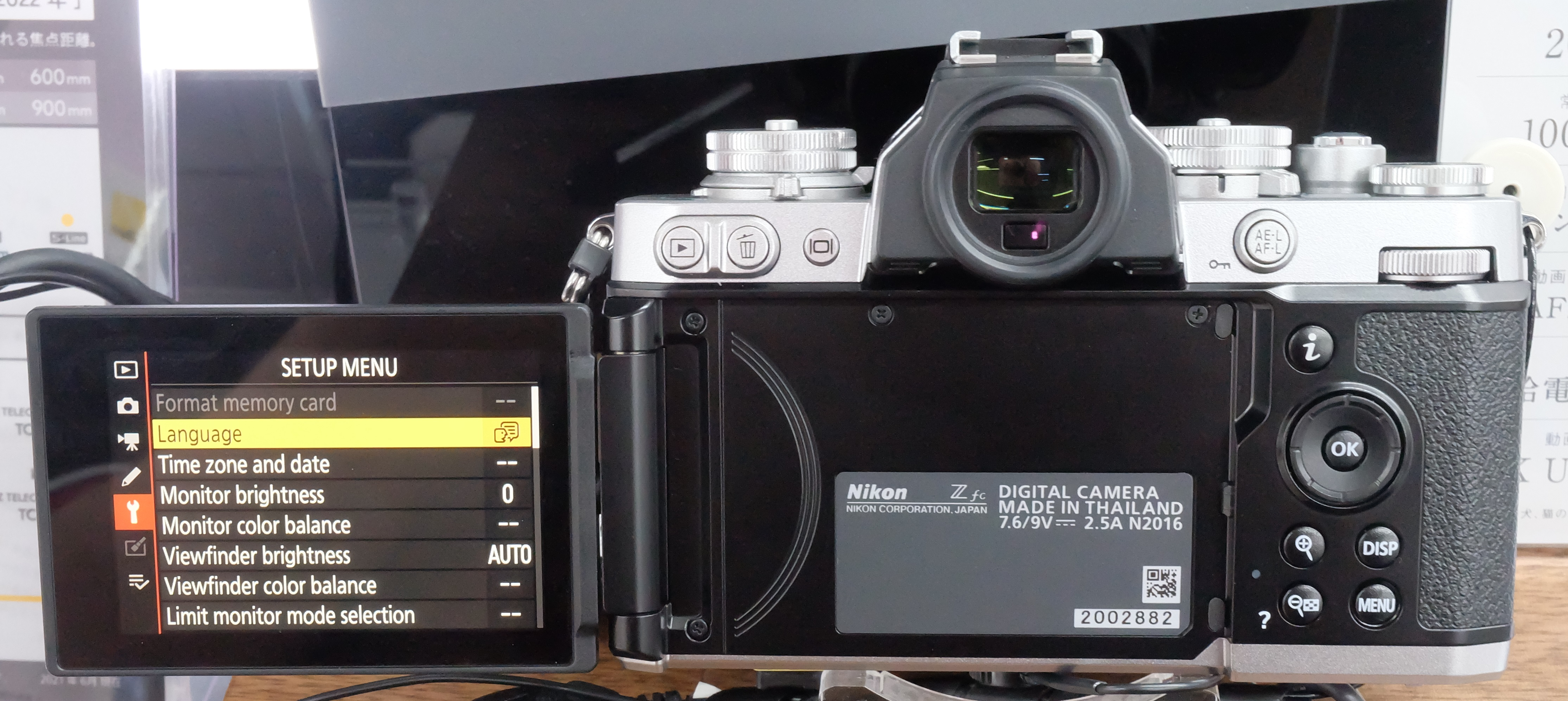
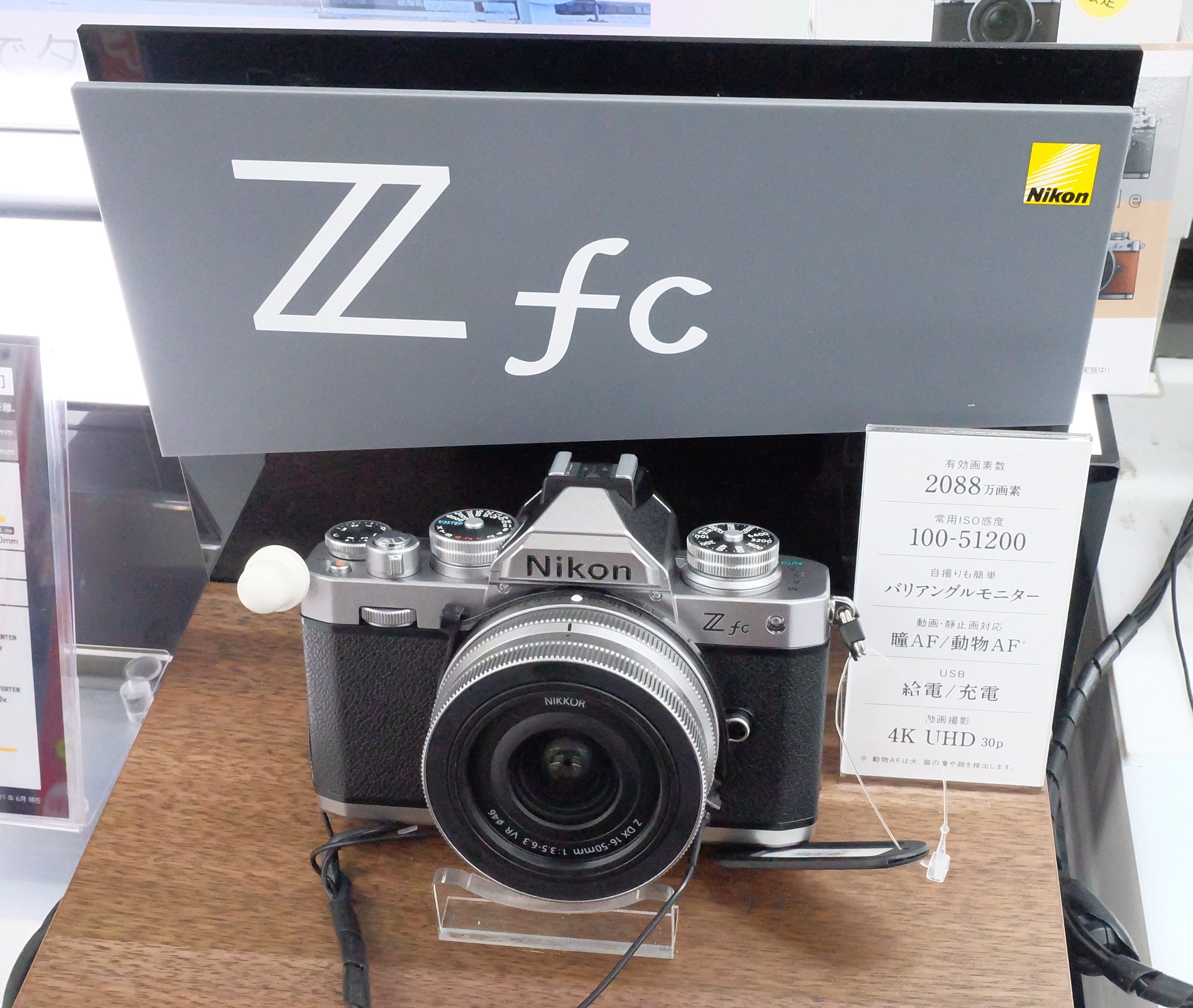

## 레트로 스타일
니콘 Zfc는 Df와 같이 FM2에서 따온 디자인 형식을 갖고 있다. 그러나 Df와 달리 APS-C 판형이 달린 데다 Z 마운트 시스템을 탑재하였기 때문에 비AI 렌즈 사용 시에는 어댑터가 필요하다.

## 같이 보기
- 니콘 Z 마운트
- 니콘 Z50
- 니콘 Df
- 니콘 DX 포맷
- 니콘 FM2